# FleetBoston
 (octobre 2024).
Si vous disposez d'ouvrages ou d'articles de référence ou si vous connaissez des sites web de qualité traitant du thème abordé ici, merci de compléter l'article en donnant les références utiles à sa vérifiabilité et en les liant à la section « Notes et références ».
FleetBoston était un groupe bancaire américain situé à Boston dans le Massachusetts et créé en 1999 par la fusion de Fleet Financial Group et BankBoston. En 2004 FleetBoston a fusionné avec Bank of America, et toutes ses activités sont passées sous les enseignes Bank of America.
Avant cela, FleetBoston était la septième banque aux États-Unis, avec des capitaux de $197 milliards en 2003 et presque 50 000 employés dans le monde pour plus de 20 millions de clients.